# Georg Ermel (Pädagoge)

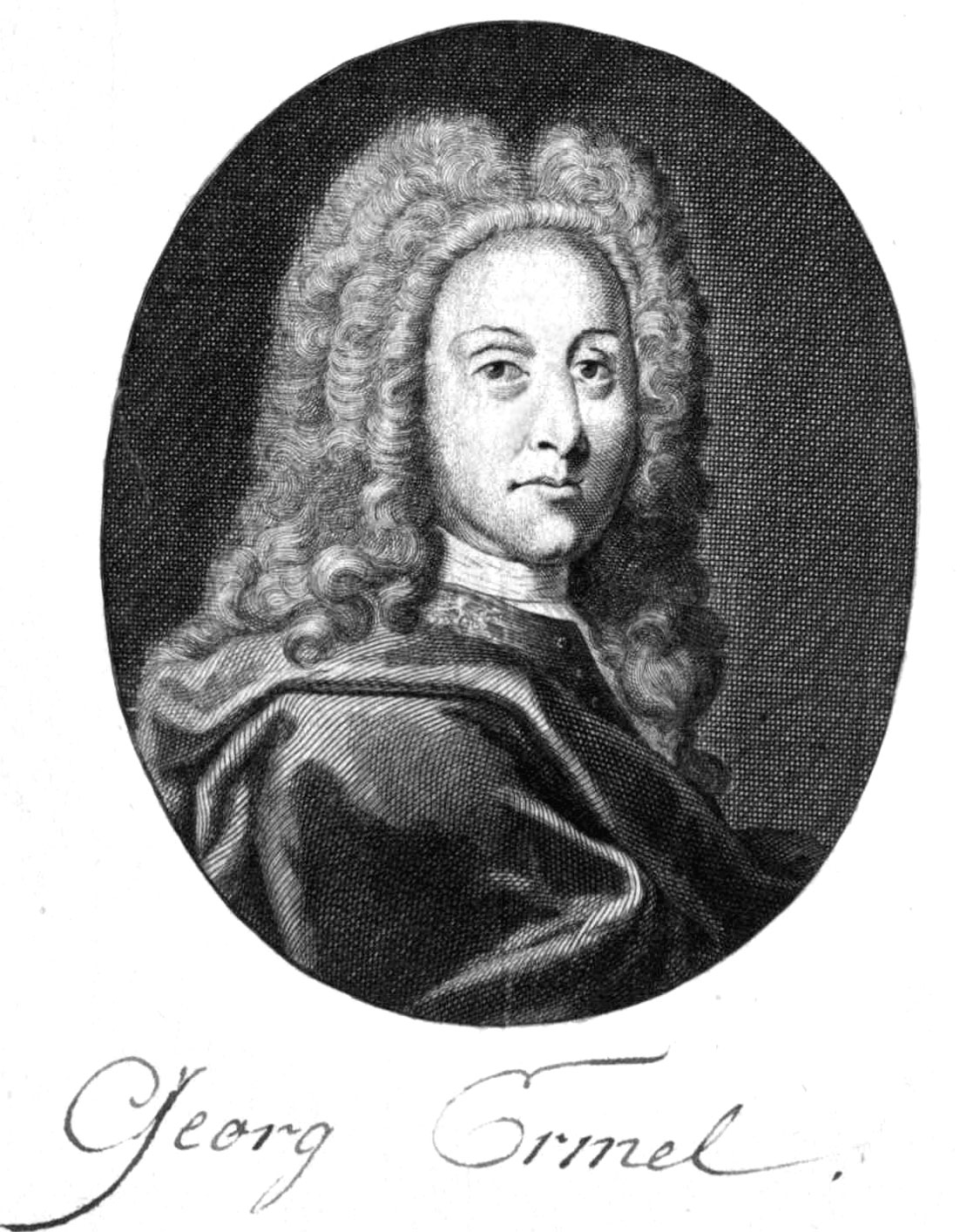
Georg Ermel

Georg Ermel auch: George (* 2. Februar 1659 in Calau; † 4. Februar 1745 in Grimma) war ein deutscher Pädagoge und Philologe. Ermel war 26 Jahre lang Rektor der sächsischen Fürstenschule Grimma.

## Leben
Ermel entstammte einer bürgerlichen Calauer Familie, die im 17. Jahrhundert mehrfach im Stadtrat vertreten war und zwei Bürgermeister stellte. Sein Vater Christian Ermel, der in dem vom Dreißigjährigen Krieg besonders betroffenen Calau nicht hatte studieren können, schickte Georg auf das angesehene Görlitzer Gymnasium Augustum, das seinerzeit unter der Leitung von Christian Funcke, Mitglied in der Fruchtbringenden Gesellschaft, stand. Nach dem Schulabschluss am 15. Mai 1677 ging Ermel zum Studieren nach Leipzig, wo er sich „als ein armer Mensch“ seinen Lebensunterhalt mit Sprachunterricht für andere Studenten verdienen musste, wie der Historiker Samuel Grosser anmerkte.
Zum Wintersemester 1681 ließ er sich für das Studium der Theologie und Philologie an der Universität Leipzig immatrikulieren. Hier war unter anderem Adam Rechenberg sein Lehrer, unter welchem er 1684 die historische Abhandlung De Veterum Christianorum Doxologia verteidigte. Zusätzlich erwarb er sich am 16. Oktober 1688 an der Universität Wittenberg den akademischen Grad eines Magisters der Philosophie.
Von 1684 bis 1688 hielt Ermel sich in Dresden auf, gewann den Kirchenrat Samuel Benedict Carpzov, seit 1681 Mitglied im Oberkonsistorium, als seinen Fürsprecher und trat 1688 die Stelle eines dritten Lehrers an der kurfürstlich sächsischen Landesschule in Grimma an. Im Jahr 1700 stieg Ermel zum Konrektor und 1710 zum Rektor auf. Nach insgesamt achtundvierzig Dienstjahren wurde er am 20. August 1736 aus seinem Dienstverhältnis emeritiert und sein Konrektor Heinrich August Schumacher folgte ihm im Amt. 
Georg Ermel war von 1684 bis 1737 Mitglied der Sophianischen Prediger-Gesellschaft zu Dresden. In dieser 1665 gegründeten Gesellschaft betätigten sich evangelische Persönlichkeiten als Prediger, indem sie in der Dresdner Sophienkirche (bis 1737), danach in der Frauenkirche, regelmäßig an Sonnabenden Predigten abhielten.
In der Aula im Gymnasium St. Augustin in Grimma befindet sich ein historisches Ölgemälde, welches Rektor Ermel zeigt.

## Familie
Ermel war verheiratet mit Dorothea Huhn (* 20. November 1674 in Grimma; † 9. Juli 1723 ebenda), Tochter des Grimmaer Bürgermeisters Christian Huhn († 13. Mai 1716). Von ihren neun Kindern erreichten drei Jungen und ein Mädchen das Erwachsenenalter:
- Johann Friedrich Ermel (* 21. Juni 1696 in Grimma; † 15. Januar 1764 in Dresden), der sich als kursächsischer Hofarzt einen Namen machte. Sein Sohn Friedrich August Ermel (* 3. August 1740 in Dresden; † 7. April 1812 ebenda), war promovierter Jurist und Bürgermeister von Dresden.
- August Christian Ermel (* 22. April 1698 in Grimma; † 5. Februar 1763 ebenda), studierte Philosophie und Jura und war zwischen 1746 und 1761 teils beisitzender, teils regierender Bürgermeister von Grimma.
- Georg Siegismund Ermel (* 3. September 1702 in Grimma; † 28. Juli 1774 ebenda), war Kaufmann und Vorsteher der Gemeindekasse in Grimma.
- Henriette Dorothea Ermel (* 26. März 1712 in Grimma; † 20. Oktober 1776 ebenda) verheiratete sich am 13. Juni 1737 in Grimma mit Carl Christoph Wendt (* 14. Januar 1705 in Grimma; † 6. Februar 1784 ebenda), Amtmann und Verwalter der Fürstenschule. Zwei eiserne Grabplatten in der Grimmaer Friedhofskirche Zum Heiligen Kreuz erinnern an beide Personen.

Ermels Bruder Paul Ermel (* 27. Juni 1679 in Calau; † 10. April 1756 in Forst) war Auditor und über vierzig Jahre Organist der Stadtkirche von Forst (Lausitz).

## Verwirrung durch Namensgleichheit
Die Tatsache, dass man heute drei Personen mit Namen Georg Ermel kennt, die alle aus Calau stammten, alle den Titel „Rektor“ zumindest zeitweise innehatten und alle um die Mitte des 17. Jahrhunderts in räumlicher Nähe gelebt haben, hat zu Verwechslungen und fehlerhaften Biografien geführt. Es sind das:
- Georg Ermel (1659–1745), der hier behandelte Rektor der Fürstenschule in Grimma
- Georg Ermel (1617/18–1685), Archidiakon der Klosterkirche in Cottbus.[10]
- Georg Ermel (um 1600 bis nach 1667), Kantor und Rektor sowie Ratsherr in Calau, Verfasser des ersten bekannten wendischen ABC-Büchleins.[11]

## Werke (Auswahl)
Schriften
- Periodikon, sive de periodo interpungenda. Leipzig 1711

Anm.: Ermel ist nicht Verfasser einer ihm von Adelung zugeschriebenen Abhandlung de Syllogismis.
Sonstiges
- Von Ermel stammt die Inschrift des 1724 gesetzten Wappensteins auf der 1716 bis 1719 von Matthäus Daniel Pöppelmann neu erbauten Grimmaer Steinbrücke über die Mulde.[13]